# Giancarlo Esposito
Giancarlo Giuseppe Alessandro Esposito (n. 26 aprilie 1958, Copenhaga, Danemarca) este un actor și regizor care deține cetățenia italiană și americană.Acesta este cunoscut pentru rolul său în serialele Breaking Bad și Better Call Saul.